# Max Mathiasin
Max Mathiasin, né le 24 février 1956 à Deshaies (Guadeloupe), est un homme politique français, député de la Guadeloupe depuis 2017.

## Biographie

### Carrière politique
En 2007, membre de la fédération guadeloupéenne du Parti socialiste (FGPS) et conseiller municipal de Deshaies, Max Mathiasin est élu au conseil général de la Guadeloupe dans le canton de Sainte-Rose-2 après l'accession de la conseillère sortant Jeanny Marc à l'Assemblée nationale.
En 2011, Max Mathiasin est élu premier secrétaire de la FGPS. Candidat aux législatives en juin suivant, il échoue de peu face à Ary Chalus au second tour dans la 3e circonscription. En mars 2014, il échoue à ravir la mairie de Deshaies à Jeanny Marc. En mars 2015, lors des élections départementales, son binôme est défait par celui de Guadeloupe unie, solidaire et responsable dans le nouveau canton de Sainte-Rose-1.
La dégradation de ses relations avec la figure locale socialiste Victorin Lurel conduit Max Mathiasin à quitter ses fonctions en mai 2015 pour fonder son parti, le Mouvement de réflexion et d'action pour la Guadeloupe. En décembre, il soutient Ary Chalus aux élections régionales sans être candidat. Nommé à la caisse des écoles de Pointe-à-Pitre, il devient en septembre 2016 directeur administratif et financier de Guadeloupe Formation, ce que l'hebdomadaire Ti Journal qualifie de « renvoi d'ascenseur ».
Max Mathiasin est l'un des nombreux candidats divers gauche dans la troisième circonscription de la Guadeloupe aux législatives de 2017, où le député sortant Ary Chalus ne se représente pas et soutient Nestor Luce. Arrivé deuxième avec 12,94 % des suffrages exprimés le 10 juin, derrière Nestor Luce, il est largement élu au second tour avec 65,15 % des suffrages exprimés.
Dans la même circonscription, au premier tour des législatives de 2022, il obtient 16,93 %, derrière le candidat du Rassemblement national Rody Tolassy qui obtient 20,09 %. Tous deux sont qualifiés pour le second tour. Le 18 juin, il l'emporte avec 52,12 % des voix.
En juin 2024, à la suite de la dissolution de l'Assemblée nationale, il est candidat à sa réélection. Lors du premier tour, il finit en tête avec plus de 36,21% des voix devant Rody Tolassy (RN), qui avoisine 26% des voix. Il est réélu au second tour avec 69,15% des voix.

## Affaires judiciaires

### Détournement de fonds publics
En novembre 2019, une enquête est ouverte pour un détournement de fonds publics de plus de 600 000 euros à la caisse des écoles et la levée de l'immunité parlementaire de Max Mathiasin est demandée par le juge d'instruction mais le bureau de l'Assemblée nationale rejette la demande le 15 janvier 2020. 
En septembre 2020, il est mis en examen pour abus de confiance et détournement de bien public, lorsqu’il était le directeur, jusqu’en 2016, de la caisse des écoles de Pointe-à-Pitre. 
En octobre 2024, dix-huit mois d’emprisonnement avec sursis, 10000 euros d’amende et une peine d’inéligibilité avec exécution provisoire sont requis,. Le 19 novembre 2024, il est condamné à douze mois d’emprisonnement avec sursis et 5000 euros d’amende pour abus de confiance.